# 李寶椿

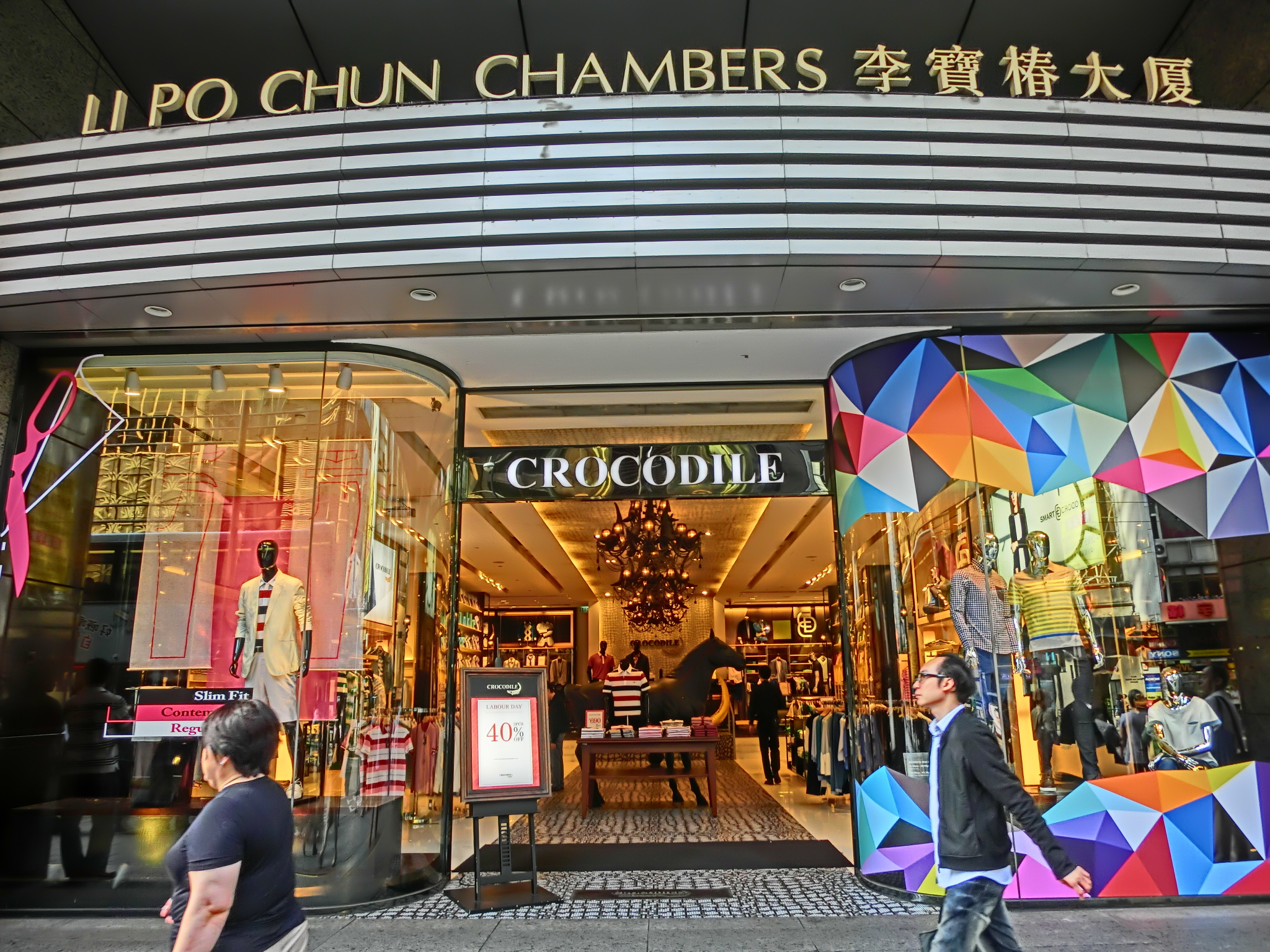
上環李寶椿大廈

李寶椿（有時或誤植作李寶樁，1887年8月15日—1963年11月28日），又名李子禧，祖籍广东省新会縣七堡鄉，香港已故商人，是香港望族李陞家族成員，是李陞第八子。 
李寶椿主要經營紡織業及投資地產，是李寶椿置地有限公司董事長及月宮酒樓董事長，也曾在1958年成為澳洲國家石油公司董事、1959年任五邑工商總會會長。 
他熱心教育，成立李寶椿獎學金。1936年11月，李寶椿決定將石塘咀加倫台一物業捐出予保護兒童會作貧苦女工托兒所用，為期兩年，另每月捐出一百元，以紀念其母親凌月仙，唯因日軍侵略，計劃在戰後方得繼續，李寶椿再捐出四十萬元，至1949年11月落成，後來改成幼稚園。1940年11月，李寶椿又因嘉諾撒仁愛會聖心嬰兒病院地少嬰多（達三千之數），承諾捐資重建。在擔任大坑街坊會名譽理事後，1959年3月26日，他又為開辦的李陞大坑學校揭幕，並由教育司高詩雅夫人主持，並補行奠基禮。該校由大坑坊眾福利會戰後興建的第二間小學，1958年8月中落成，1958年9月開課，分上下午校，為四層共十二間課室，揭幕時共有一千多名學生 。李宝椿之子李兆漳在1987年捐资一亿元在烏溪沙筹建李寶椿聯合世界書院。 
李氏家族擁有的物業遍布港、九、半山及石澳地區，而且所有物業均不會出售，只以出租形式作收益。 
司徒拔道的景賢里古宅，是李寶椿在戰前興建，其後由李陞送給女兒李寶麟，已列為法定古蹟。李寶椿有九子八女。 
1963年11月28日凌晨1時25分，李寶椿於羅便臣道寓所內因心臟病發逝世，享年77歲。12月1日大殮，6日出殯。彼逝時稱有八子三女六孫，分別為次子兆鏗、三字兆漳、四子兆鏘、五子兆輝、六子兆泰、七子兆增、八子兆基、九子兆滔（報章沒有記載女兒和孫子女名字）。 
在港澳以李寶椿命名的有：
- 李寶椿慈善信託基金委員會：香港法例第1110章，《李寶椿慈善信託基金條例》。地址香港灣仔皇后大道東213號胡忠大廈。  （页面存档备份，存于）
- 香港李寶椿聯合世界書院（國際學校）：位於烏溪沙，1992年成立，校董會成員有利國偉博士。
- 李寶椿母嬰健康院（李寶椿普通科門診診所）：位於旺角鴉蘭街22號，1964年3月21日由其夫人盧如玉開幕[11]。診所牆壁上有雕塑家陳雷為李寶椿所雕之像[12]。
- 上環李寶椿大廈（第一代於1957年11月落成[13] ，當時吸引許多書畫家設展）
- 澳門李寶椿街

以他母親命名的有︰
- 明愛凌月仙幼稚園
- 塘尾道凌月仙幼兒醫院（今已不存）

## 相關
- 景賢里